# Gerald Hauser

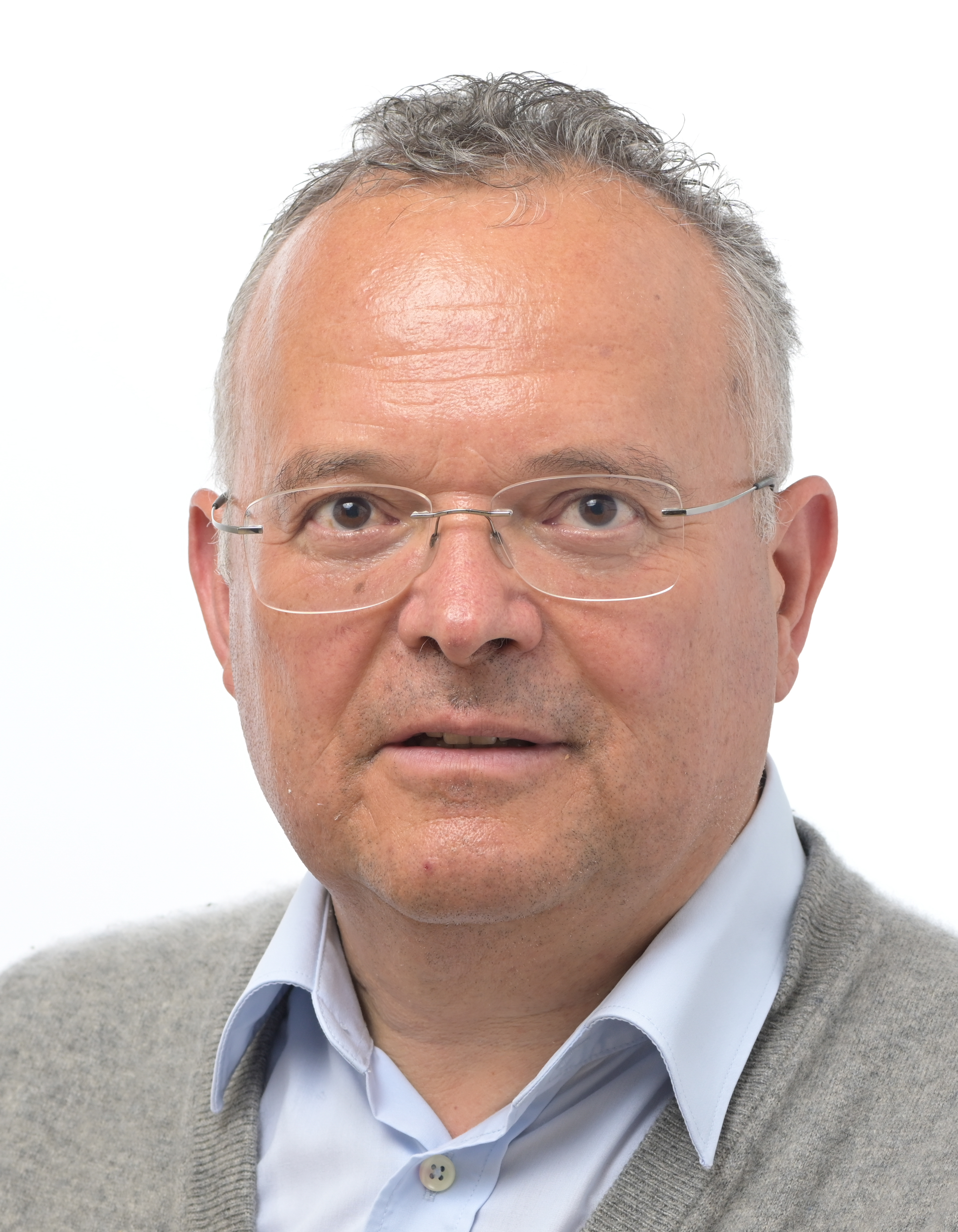
Gerald Hauser (2024)

Gerald Hauser (* 30. September 1961 in St. Jakob in Defereggen, Osttirol) ist ein österreichischer Politiker (FPÖ), ehemaliger Abgeordneter zum Nationalrat und ehemaliger Bürgermeister von St. Jakob in Defereggen. Seit dem 16. Juli 2024 ist er Mitglied des Europäischen Parlaments.

## Ausbildung und Beruf
Gerald Hauser besuchte zwischen 1968 und 1972 die Volksschule und wechselte danach ans Realgymnasium nach Lienz, das er 1980 mit der Matura abschloss. Anschließend begann er sein Studium der Wirtschaftspädagogik an der Universität Innsbruck, das er 1985 mit dem Titel Mag. rer. soc. oec beendete.
1985 begann Hauser als Lehrer für kaufmännische Fächer an der Handelsakademie und Handelsschule in Lienz. Aufgrund seiner politischen Karriere ist er derzeit als Lehrer freigestellt. Neben seiner Tätigkeit als Lehrer ist Hauser seit 1988 Tourismusobmann der Gemeinde St. Jakob in Defereggen. Er hatte Funktionen in verschiedenen Tourismusverbänden inne und wurde 1992 Aufsichtsrat in der Osttirolwerbung und im Nationalparkbeirat. Durch seine Tätigkeit als Geschäftsführer eines Gastbetriebes ab 1998 und als geschäftsführender Gesellschafter eines Après-Ski-Lokals in St. Jakob ab 1989 erlangte Hauser auch Erfahrung im Gastgewerbe.

## Politische Karriere
Erste politische Erfahrungen machte Hauser in seiner Heimatgemeinde. Sein Großvater war zwölf Jahre lang Bürgermeister in St. Jakob. Seit 1998 ist Hauser Mitglied des Gemeindevorstands von St. Jakob, zwischen 1999 und 2003 war er auch Abgeordneter zum Tiroler Landtag. 2004 wurde Hauser zum Landesparteiobmann der FPÖ Tirol gewählt. Bei den Nationalratswahlen 2006 gelangte Hauser über den Wahlkreis sieben (Tirol) in den österreichischen Nationalrat. Seine politischen Schwerpunkte liegen im Bereich Kontrolle, Tourismus und Schulpolitik. Hauser war zwischen 2005 und 2010 auch Bundesparteiobmann-Stellvertreter der FPÖ.
Hauser wurde am 23. Juni 2007 mit 91,8 Prozent der Delegiertenstimmen als FPÖ-Landesparteiobmann bestätigt. In seiner Rede richtete er sich gegen Minarettbauten in Tirol (Hauser spielte auch eine beachtete Rolle während des Minarettstreits von Telfs 2005), die „fortschreitende Islamisierung“ und trat für Deutsch als Pflichtsprache für Predigten und die Selbstbestimmung Südtirols ein. Im Dezember 2007 verkündete Hauser, als Spitzenkandidat bei den Tiroler Landtagswahlen 2008 anzutreten. Bei dieser Landtagswahl erreichte die FPÖ 12,41 Prozent und damit vier Mandate. In seiner Heimatgemeinde St. Jakob in Defereggen und im benachbarten St. Veit wurde die FPÖ stimmenstärkste Partei. Hauser schied am 7. Juli 2008 aus dem Nationalrat aus und zog als Klubobmann der FPÖ in den Tiroler Landtag ein, wo er am 1. Juli 2008 angelobt wurde.
Am 14. März 2010 wurde Hauser in seiner Heimatgemeinde St. Jakob in Defereggen (Bezirk Lienz) zum Bürgermeister gewählt. Er trat bei der Landtagswahl 2013 erneut als Spitzenkandidat an, fuhr jedoch mit 9,3 Prozent ein Minus von 3,1 Prozent ein. Er übernahm infolge erneut das Amt des Klubobmanns des FPÖ-Landtagsklubs, kandidierte jedoch 2013 nicht mehr als FPÖ-Landesobmann und wechselte am 29. Oktober 2013 wieder in den Nationalrat, dem er bereits zwischen dem 30. Oktober 2006 und dem 7. Juli 2008 angehört hatte.
Bei der Stichwahl zum Bürgermeisteramt am 13. März 2016 unterlag er seinem Herausforderer Ingo Hafele. Dennoch erhielt er 1.598 persönliche Vorzugsstimmen im Wahlkreis Lienz bei der Landtagswahl in Tirol 2022, was 36,2 Prozent der FPÖ-Stimmen im Landkreis entspricht.
Bei der Europawahl im Juni 2024 kandidierte Hauser auf dem fünften Listenplatz der Freiheitlichen und zog in der Folge ins Europaparlament ein. Damit verbunden war auch die Aufgabe seines Nationalratmandats. 

## Coronakritik
Im Zuge der COVID-19-Pandemie in Österreich trat Hauser im Nationalrat und als Redner bei Demonstrationen gegen die Maßnahmenpolitik der Regierung auf. Im Jahr 2021 publizierte er das gemeinsam mit Hannes Strasser, einem Tiroler Mediziner und aktuellen Kammerrat der Ärztekammer für Tirol, verfasste Buch Raus aus dem Corona-Chaos im Verlag Frank & Frei. Im Jänner 2023 veröffentlichten Hauser und Strasser das Folgewerk Und die Schwurbler hatten doch recht .... Darin rechnen die beiden Tiroler mit der österreichischen Corona-Politik ab und kritisieren öffentliche Darstellungen in Politik und Medien während der Pandemie, die nach Ansicht der Autoren Irrtümer darstellen würden. 
Ein Jahr später folgte mit Die gestohlene Normalität das dritte Buch der beiden Autoren, in dem sie die Weltgesundheitsorganisation und deren Vorbereitungen für einen internationalen Pandemievertrag scharf kritisieren. Nach Aussage von Hauser würde "unter dem Dach der UNO" eine "neue Weltregierung" vorbereitet, deren "Exekutivorgan die Weltgesundheitsorganisation" sein könnte, im Zuge der derzeit geplanten Reform der WHO drohe eine "Gesundheitsdiktatur".
Für Aufsehen sorgte eine parlamentarische Anfrage vom 6. Juli 2022 an den Nationalratspräsidenten Wolfgang Sobotka (ÖVP) und sämtliche Minister. In dieser wollte Hauser wissen, welche Österreicher bei den „Pandemie-Planspielen“ dabei waren. Diese wurde in einem medialen Gastkommentar von den Grünen-Abgeordneten Ralph Schallmeiner und Eva Blimlinger als „Missbrauch der Demokratie“ bezeichnet. Allerdings bestätigte Innenminister Gerhard Karner (ÖVP) in seiner Beantwortung, dass ihm in diesem Jahrtausend vier derartige Pandemie-Planspiele bekannt seien.

## Privates
Gerald Hauser ist seit 1995 verheiratet und hat drei Kinder.

## Veröffentlichungen
- mit Hannes Strasser: Raus aus dem Corona-Chaos. Verlag Frank&Frei, Wien 2021, ISBN 978-3-903236-54-7.
- mit Hannes Strasser: Und die Schwurbler hatten doch recht.... Verlag Frank&Frei, Wien 2023, ISBN 978-3-903236-70-7.
- mit Hannes Strasser: Die gestohlene Normalität, Verlang Frank&Frei, Wien 2024, ISBN 978-3-903236-76-9